# 't Hof van Commerce
't Hof van Commerce est un groupe belge de hip-hop, originaire d'Izegem, en région flamande. Il se compose de Flip Kowlier (Filip Cauwelier), BZA (Buzze of Serge Buyse) et DJ 4T4 (Kristof Michiels).
Chaque membre du groupe se consacre en parallèle à une carrière solo. Flip Kowlier publie son premier album, Ocharme Ik, DJ 4T4 devient membre d'Ultrasonic 7, et Serge Buyse est actif en tant que dessinateur et publie un album solo.

## Historique
't Hof van Commerce se forme des cendres d'un ancien groupe appelé The Prophets of Finance, séparé entre 1993 et 1994. Le groupe publie en 1998 son premier album intitulé En in Izzegem. L'album compte 8 000 exemplaires vendus. L'année suivante, ils publient leur deuxième album, Herman.
Après plusieurs années, ils publient en 2002 leur troisième album Rocky 7, un réel succès écoulé à 10 000 exemplaires. Le groupe joue dès 2003 dans la plupart des festivals en Belgique et aux Pays-Bas incluant Lokerse Parties, Lowlands, Marktrock et Rock Werchter). En 2005 sort leur quatrième album Ezoa en niet anders. Le 1er octobre 2005, le groupe remporte un TMF Award dans la catégorie de « meilleur groupe urban national »,.
Flip Kowlier annonce un nouvel album en cours pour 2011. Le 4 février 2012 sort leur nouvel album Buyse, immédiatement classé à la première place des ventes sur iTunes. Le groupe remporte aux Music Industry Awards de 2012, le prix dans la catégorie de « meilleur groupe de musique néerlandaise »,.

## Discographie

### Albums studio
- 1998 : En in Izzegem
- 1999 : Herman
- 2002 : Rocky 7
- 2005 : Ezoa en niet anders

### Singles
- Zonder niet
- Dommestik en leverancier
- Kom mor ip
- Zonder Totetrekkerie
- Punk of yo!
- Jaloes